# Conus delicatus
Conus delicatus é uma espécie de gastrópode do gênero Conus, pertencente à família Conidae.